# 연천 심원사지부도군
연천 심원사지부도군(蓮川 深源寺址浮屠群)은 대한민국 경기도 연천군 신서면 심원사지에 있는 조선시대의 승탑이다. 1991년 4월 12일 경기도의 유형문화재 제138호 연천군 심원사지부도군으로 지정되었다가, 2018년 5월 9일 연천 심원사지부도군으로 문화재명칭이 변경되었다.

## 개요
부도는 승려의 무덤을 상징하여 그 유골이나 사리를 모셔두는 곳이다.
군부대가 주둔하고 있는 보개산 심원사 터에는 모두 12기에 이르는 부도와 3기의 비가 자리하고 있다. 일제 때 발간된『심원사지(深源寺誌)』에 의하면, 1925년 심원사 동쪽에 있던 비와 부도 전부를 지금의 터로 옮겼다고 하나, 한국전쟁을 겪으며 파손 또는 밀반출되어 현재의 상태로 남아 있다.
이곳에 있는 비와 부도의 주인공들은 17세기 전반에 활동하던 제월당(霽月堂)·취운당(翠雲堂)·풍담당(楓潭堂)·호연당(浩然堂)·청하당(靑霞堂)·청심당(淸心堂) 등 휴정의 법맥을 이은 승려들이다.
부도들은 8각을 기본형으로 하고 있는 것이 많으며 종모양도 섞여 있다. 8각을 한 부도들은 모두 지붕돌 윗면이 급경사를 이루고 있다. 오른쪽 비 옆에 있는 종모양의 부도는 상태가 좋은 편이고, 기타 다른 몇 개의 부도들은 부재들이 서로 섞여 원래의 모습을 잃고 있다.
3기의 비 중 부도밭 내 오른쪽에 자리하고 있는 것이 제월당 경헌대사비이다. 옆면에 안상(眼象)을 새긴 받침돌 위로, 비몸을 세운 후 구름과 용을 조각한 4각 지붕돌을 올렸다. 조선 인조 14년(1636) 8월에 세운 것으로, 현재 비문이 심하게 닳아 있다. 가장 왼쪽에 자리한 비는 취운당 대사비이다. 다듬지 않은 자연석을 받침돌 삼아 그 위로 비몸을 세웠는데, 비몸이 위로 올라갈수록 넓다. 효종 3년(1652) 8월에 세운 것으로, 앞면에 총탄의 흔적으로 일부가 파손되긴 하였으나 보존상태는 좋은 편이다.

## 참고 문헌
- 연천군심원사지부도군 - 국가유산청 국가유산포털